# Pehr Lagerhjelm
För andra betydelser, se Pehr Lagerhjelm (olika betydelser).
Pehr Lagerhjelm, född 13 februari 1787 på Falkenå, död 18 juli 1856 på Bofors, var en svensk bergsman och metallurg.

## Uppväxtåren
Per Lagerhjelm tillhörde ätten Lagerhjelm, som hade militära traditioner. Han föddes som den andra sonen till majoren i Livregementet, Gustaf Lagerhjelm (1743–1804) och Ulrika Charlotta Lagerhjelm (1752–1800), vilka var sysslingar. Hans farmor, Catharina Beata Löfman, hade kopplingar till släkten av Jacob Robsahm, varmed Bofors hade kommit i släktens ägo via arv.[källa behövs] Per Lagerhjelm föddes på säteriet Falkenå, Kräcklinge socken i Närke, som var släktgods sedan farfaderns tid.
Lagerhjelm var militär fram till 1804, men bytte bana och avlade 1807 bergsexamen i Uppsala, blev 1808 auskultant i Bergskollegium och masmästarelev på Jernkontorets stat samt erhöll 1813 geschworners fullmakt.

## Karriär
För sitt deltagande i de på Jernkontorets bekostnad anordnade experiment, för vilka redogörelse sedermera lämnades i Hydrauliska försök, anställda vid Fahlu grufva åren 1811–15 (1818; andra upplagan 1822; tillsammans med Jakob Henrik af Forselles och Georg Samuel Kallstenius), invaldes Lagerhjelm 1815 i Vetenskapsakademien samt erhöll, jämte sina medarbetare, 1817 Jernkontorets och 1823 Vetenskapsakademiens stora guldmedalj. År 1817 utnämndes han till assessor i Bergskollegium och förordnades 1823 att tillika med geschwornern Emanuel Rothoff granska den gällande lagstiftningen rörande bergsbruket. De avgav flera förslag, vilka dock inte ledde till någon omedelbar åtgärd.
Lagerhjelm hade emellertid 1831 av missnöje tagit avsked från sin assessorstjänst. År 1833 inträdde han dock i den bergskommission, som då tillsattes, och flera av grundtankarna i de ovan nämnda förslagen återfinns i senare utgivna författningar. Från 1832 var Lagerhjelm fullmäktig i Jernkontoret, vars stora guldmedalj han ånyo, 1826, erhållit, denna gång på grund av sina åtgärder för införande av järnförädling medelst valsning samt på grund av sin uppfinning av en maskin till prövning av valsat och smitt stångjärns täthet, jämnhet, spänstighet, smidbarhet och styrka. 
Vid sidan av en avhandling över detta ämne ("Jernkontorets annaler", band 10, 1827) märks avhandlingarna Om svensk och engelsk jernberedning (i tidskriften "Svea", häfte 9, 1826) och Tentamen theoriæ resistentiæ fluidorum constituendæ (i Vetenskapssocietetens i Uppsala "Nova acta", del X, 1832). Från 1812 bevistade han som riddarhusmedlem riksdagarna, fick plats i statsutskottet (1818, 1823, 1828, 1850), i konstitutionsutskottet (1834, 1844) och i talmanskonklaven (1840) samt var 1820 och 1832 statsrevisor. 
Lagerhjelm var även ledamot av Krigsvetenskapsakademien (1819), Vetenskapssocieteten i Uppsala (1822) och Musikaliska akademien (1825). Svenska Brukssocieteten lät 1856 och Vetenskapsakademien 1865 slå minnespenning över honom.

## Familj
Lagerhjelm gifte sig första gången på Rörstrands slott 1817 med Ulrika Charlotta Geijer, dotter till överdirektören där Bengt Reinhold Geijer. De fick tre barn, men den ende sonen och yngsta dottern avled barnlösa. Äldsta dottern gifte sig med en löjtnant. Per Lagerhjelm blev änkling 1821, och gifte om sig 1823 med Johanna Elisabeth Lagerlöf, dotter till prosten i Arvika Erland Lagerlöf och Agneta Christina Troili. Paret fick åtta barn. Två döttrar i andra äktenskapet gifte sig med varsin bror Kobb, den ena med August Kobb. En syster till dem gifte sig med brukspatronen på Karlsdal i Karlskoga, Carl Lindberg. En av sönerna var Pehr Erland Lagerhjelm, som övertog Bofors efter fadern.